# Nellie Oleson
Nellie Oleson – postać fikcyjna bohaterka książek z serii Domek, Laury Ingalls Wilder oraz nakręconego na ich podstawie serialu telewizyjnego. Choć wymyślona, jej pierwowzorami były aż trzy dziewczynki, z którymi w dzieciństwie i wczesnej młodości zetknęła się Laura.

## Opis postaci
Postać Nellie - rozpieszczonej córki zamożnych kupców z Walnut Grove - pojawia się po raz pierwszy w książce Nad Śliwkowym Strumieniem, a następnie powraca w Miasteczku na prerii i Szczęśliwych latach. W roku 2007, ukazała się książka Heather Williams, zatytułowana Nellie Oleson Meets Laura Ingalls. Opisuje ona wydarzenia z pobytu Ingallsów w Walnut Grove, z punktu widzenia Nellie. 
Rodzina Olesonów pojawia się również w serialu Domek na prerii. Rolę Nellie zagrała Alison Arngrim. Postać wyraźnie nawiązująca do Nellie pojawia się również w pierwszej części filmu Historia domku na prerii. Nazywa się Patsy Robbins i jest grana przez Jenny Dare Paulin.

## Pierwowzory Nellie
Inspiracją dla stworzenia postaci Nellie były dawne koleżanki Laury. Każda z nich odpowiada Nellie z innego okresu życia Laury, która miała zasadę, że postaciom wyraźnie negatywnym lub niejednoznacznym, zmieniała imiona. Połączenie trzech niemiłych koleżanek w jedną, było jednocześnie zabiegiem uproszczającym fabułę i ograniczającym liczbę postaci drugoplanowych.
- Nellie Owens – córka Williama i Margaret Owensów, którzy prowadzili w Walnut Grove sklep. Oprócz Nellie, mieli oni jeszcze syna Williego. Urodzona w roku 1866, zmarła w 1949. Po Minnesocie, mieszkała w Kalifornii, a następnie w Oregon. Miała męża i trójkę dzieci. Willie, jej brat, stracił wzrok. Uczył się więc w specjalnej szkole. Następnie się ożenił i miał również troje dzieci. Owensowie najprawdopodobniej nigdy później nie spotkali się z Ingallsami. Nellie Owens była pierwowzorem Nellie z "Nad Śliwkowym Strumieniem",

- Genevieve Masters – była rozpieszczoną córką jednej z nauczycielek Laury. Książkowa Nellie, "zawdzięcza" jej swoją urodę i maniery. Genevieve, podobnie jak Olesonowie, pochodziła z Nowego Jorku i bardzo się tym chwaliła. Dziewczyna rywalizowała z Laurą na stopnie oraz na polu towarzyskim. Gennie powróciła na Wschód. Zmarła na zapalenie płuc w roku 1909. Miała jedną córkę. Gennevieve była pierwowzorem Nellie z "Miasteczka na prerii",

- Stella Gilbert, była biedną, choć niezwykle atrakcyjną dziewczyną, której podobał się Almanzo Wilder. Jej brat, Dave Gilbert, to książkowy Cap Garland, który pojechał z Almanzem po zboże za miastem w Długiej zimie. Stella zmarła w roku 1944, w wieku lat 80. Nellie ze "Szczęśliwych lat" jest jej odpowiednikiem.